# مؤسسه تحقیقات فضایی روسیه
مؤسسه تحقیقات فضایی روسیه (روسی: Институт космических исследований Российской академии наук)
(در روسیه: موسسه تحقیقات فضایی آکادمی علوم روسیه، اختصار روسی: ИКИ РАН، IKI RAN) سازمانی پیشرو در آکادمی علوم روسیه در زمینهٔ اکتشافات فضایی است که برای کمک به پژوهش‌های بنیادی فعالیت می‌کند. این بنیاد در گذشته به عنوان مؤسسهٔ تحقیقات فضایی آکادمی علوم اتحاد جماهیر شوروی شناخته می‌شده‌است؛ ИКИ АН СССР، IKI ANSRSR..